# Горні Чрнці
Горні Чрнці (словен. Gornji Črnci) — поселення в общині Цанкова, Помурський регіон, Словенія. Висота над рівнем моря: 242,1 м.